# نايل سات 101
نايل سات 101 هو أول قمر صناعي مصري كما أنه أول قمر صناعي مملوك لدولة أفريقية أو عربية. وهو قمر صناعي مخصص لأغراض الاتصالات الفضائية. خرج من الخدمة في شهر فبراير 2013.
ويعمل بدلاً عنه كل من الأقمار نايل سات 102 ونايل سات 103 ونايل سات 201.

## التصنيع
تم تصنيعه بواسطة شركة ماترا ماركوني الفضائية [الإنجليزية] وهي شركة بريطانية - فرنسية مشتركة وتم إطلاقه على الصاروخ أريان 4 من جويانا الفرنسية في 28 أبريل 1998. وتم تشغيله رسمياً في 31 مايو 1998 وظل في الخدمة لمدة 15 عام.

## عمله
يحمل نايل سات 101 مع أخوه نايل سات 102 الذي أطلق في عام 2000 ونايل سات 103 أكثر من 680 قناة تلفزيونية تغطي شمال أفريقيا وجنوب أوروبا والشرق الأوسط ويتم تشغيله الآن بواسطة شركة الشركة المصرية للأقمار الصناعية التي تم إنشائها عام 1996.

## المالكون والأسهم
| #  | المالك                               | المختصر الأجنبي | الحصة | أعضاء في مجلس الإدارة |
| -- | ------------------------------------ | --------------- | ----- | --------------------- |
| 1. | اتحاد الإذاعة والتلفزيون المصري      | ERTU            | 40%   | 5                     |
| 2. | الشركة المصرية للمشروعات الإستثمارية | ECIP            | 9%    | 1                     |
| 3. | الهيئة العربية للتصنيع               | AOI             | 10%   | 1                     |
| 4. | البنك الأهلي المصري                  | NBE             | 7.5%  | 1                     |
| 5. | بنك القاهرة                          | BDC             | 7.5   | 1                     |
| 6. | أسهم للتداول العام في البورصة        | Public Shares   | 14.2% | 1                     |
| 7. | بنك الإستثمار القومي                 | NIB             | 7.6%  |                       |
| 8. | آخرون                                | Others          | 4.2%  | 1                     |
|    | المجموع                              |                 | 100%  | 11                    |

### رأس المال
- رأس المال المسجل: 500$ مليون دولار
- رأس المال الفعلي: 270$ مليون دولار

## وصلات خارجية
- الموقع الرسمي